# AMSN
aMSN er et frit alternativ til Microsofts Windows Live Messenger messenger program. Det har næsten samme udseende og features som Live Messenger og benytter samme protokol.
aMSN kan ting som man ikke kan med Windows Live Messenger. For eksempel kan man sætte alarmer, se andre, som har slettet dig fra deres kontaktliste og kan være logget ind med flere brugere samtidigt.
Udover at være meget flot grafisk har det en let anvendelig brugerflade. Programmet er licenseret under GPL.
Programmet understøtter webcam og lyd.